# HD 46273
HD 46273 è una stella bianco-gialla nella sequenza principale di magnitudine 5,22 situata nella costellazione della Poppa. Dista 169 anni luce dal sistema solare.

## Osservazione
Si tratta di una stella situata nell'emisfero celeste australe. La sua posizione è fortemente australe e ciò comporta che la stella sia osservabile prevalentemente dall'emisfero sud, dove si presenta circumpolare anche da gran parte delle regioni temperate; dall'emisfero nord la sua visibilità è invece limitata alle regioni temperate inferiori e alla fascia tropicale. La sua magnitudine pari a 5,2 fa sì che possa essere scorta solo con un cielo sufficientemente libero dagli effetti dell'inquinamento luminoso.
Il periodo migliore per la sua osservazione nel cielo serale ricade nei mesi compresi fra dicembre e maggio; nell'emisfero sud è visibile anche all'inizio dell'inverno, grazie alla declinazione australe della stella, mentre nell'emisfero nord può essere osservata limitatamente durante i mesi della tarda estate boreale.

## Caratteristiche fisiche
La stella è una bianco-gialla nella sequenza principale; possiede una magnitudine assoluta di 1,65 e la sua velocità radiale positiva indica che la stella si sta allontanando dal sistema solare.

## Sistema stellare
HD 46273 è un sistema multiplo formato da 4 componenti. La componente principale A è una stella di magnitudine 5,22. La componente B è di magnitudine 6,1. La componente C è di magnitudine 9,0, separata da 12,4 secondi d'arco da A e con angolo di posizione di 314 gradi. La componente D è di magnitudine 9,7.